# Sambuca Pistoiese
Sambuca Pistoiese je občina v italijanski deželi Toskana. V mestu živi 1.600 prebivalcev.